# Nefertiti (Lars Lilholt-album)
 For alternative betydninger, se Nefertiti (flertydig). (Se også artikler, som begynder med Nefertiti)
Nefertiti er en cd fra Lars Lilholt Band. Den er udgivet 2003.
Til Danish Music Awards Folk i 2004 blev albummet nomineret til "Årets danske folk-album". Lars Lilholt blev nomineret til både "Årets danske folk-artist (nutidig)" og "Årets danske folk-sangskriver" for sine bidrag på albummet.

## Spor
- "Var det mon det"
- "Nefertiti"
- "Mester Jakeldreng"
- "Det var i en park"
- "Banjo Joe"
- "Kære øjeblik"
- "Sort og hvid midnatstid"
- "Kære hest"
- "Tusmørkekrypten"
- "Engle i løbetid"
- "Vi mangler ord"
- "Zvi Michaeli"
- "Tollún"

## Musikere
- Lars Lilholt (vokal, violin, ak-guitar, elguitar, dulcimer, hammerdulcimer, slangeskindsviolin, trampeorgel, drejelire, bas og keyboards
- Tine Lilholt (tværfløjte, tinwhistle og lowwhistle)
- Kristian Lilholt (trampeorgel, ak-guitar, elguitar, keyboard, kor)
- Tom Bilde (bas, dobro, mandolin, trækbasun, kor)
- Klaus Thrane (trommer, percussion)
- Gert Vincent (elguitar, ak-guitar)
- udover de faste medlemmer medvirkede også bl.a. Johnny Madsen, Per Frost og mange andre.